# Elake kocken
Elake kocken (engelsk originaltitel: Ramsay’s Kitchen Nightmares) är en brittisk reality-tv-serie med kocken Gordon Ramsay i huvudrollen. Serien började visas 2004 i Channel 4.
I serien besöker Ramsay restauranger som har stora problem. Han har en vecka på sig att hjälpa restaurangen på rätt köl.
Serien har blivit uppmärksammad bland annat för exponeringen av restaurangbranschen och för Ramsays ärliga men hårda och ofta grova språk. Den har utnämnts till Best Feature vid British Academy Television Awards 2005 och 2008, och har fått en Emmy Award för bästa underhållning utan manus 2006.